# 英国驻朝鲜大使馆
英国驻朝鲜大使馆（英語：British Embassy Pyongyang）是大不列颠及北爱尔兰联合王国在朝鲜民主主义人民共和国设立的外交代表机构。

## 简介
2000年12月12日，朝英两国建交。2001年7月，英国驻朝使馆正式开馆，但直到2002年11月，英国方面才正式委任大卫·斯林（David Slinn）为首任驻朝大使，此前一直由詹姆斯·霍尔（James Hoare）担任驻朝临时代办。使馆位于平壤大同江区域纹绣洞，与德国驻朝鲜大使馆、瑞典驻朝鲜大使馆和法國駐朝鮮合作辦事處合署辦公。
2013年，联合国安理会通过了第2094号决议，进一步制裁朝鲜，同时朝美关系进一步恶化。同年4月5日，朝鲜政府通知英国大使馆和所有其他外国驻朝机构，自4月10日起，其安全将无法得到保证。
受到2019冠状病毒病疫情影响，朝鲜政府采取了严格的防疫措施，禁止任何人（包括外交官及其家属）出入境，为此英国驻朝使馆于2020年5月27日起暂时关闭。

## 历任英国驻朝大使
| 姓名                                  | 到任年份 | 离任年份 | 英国君主                | 朝鲜最高领导人 |
| ------------------------------------- | -------- | -------- | ----------------------- | -------------- |
| 大卫·斯林（David Slinn）              | 2002     | 2006     | 伊丽莎白二世            | 金正日         |
| 艾志安（John Everard）                | 2006     | 2008     | 伊丽莎白二世            | 金正日         |
| 彼得·休斯（Peter Hughes）             | 2008     | 2011     | 伊丽莎白二世            | 金正日         |
| 卡伦·沃斯滕霍姆（Karen Wolstenholme） | 2011     | 2012     | 伊丽莎白二世            | 金正恩         |
| 麥可·吉福德（Michael Gifford）        | 2012     | 2015     | 伊丽莎白二世            | 金正恩         |
| 阿拉斯泰尔·摩根（Alastair Morgan）    | 2015     | 2018     | 伊丽莎白二世            | 金正恩         |
| 郭科林（Colin Crooks）                | 2018     | 2021     | 伊丽莎白二世            | 金正恩         |
| 大卫·埃利斯（David Ellis）            | 2021     | 在任     | 伊丽莎白二世→查尔斯三世 | 金正恩         |